# Sitios Ramsar de Mongolia

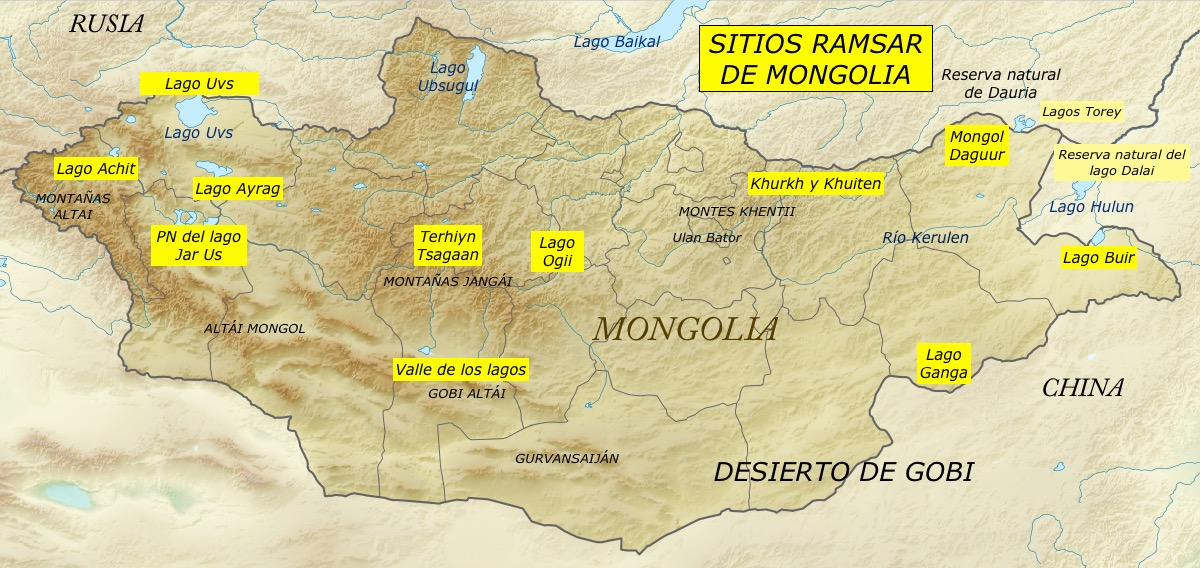
Sitos Ramsar de Mongolia

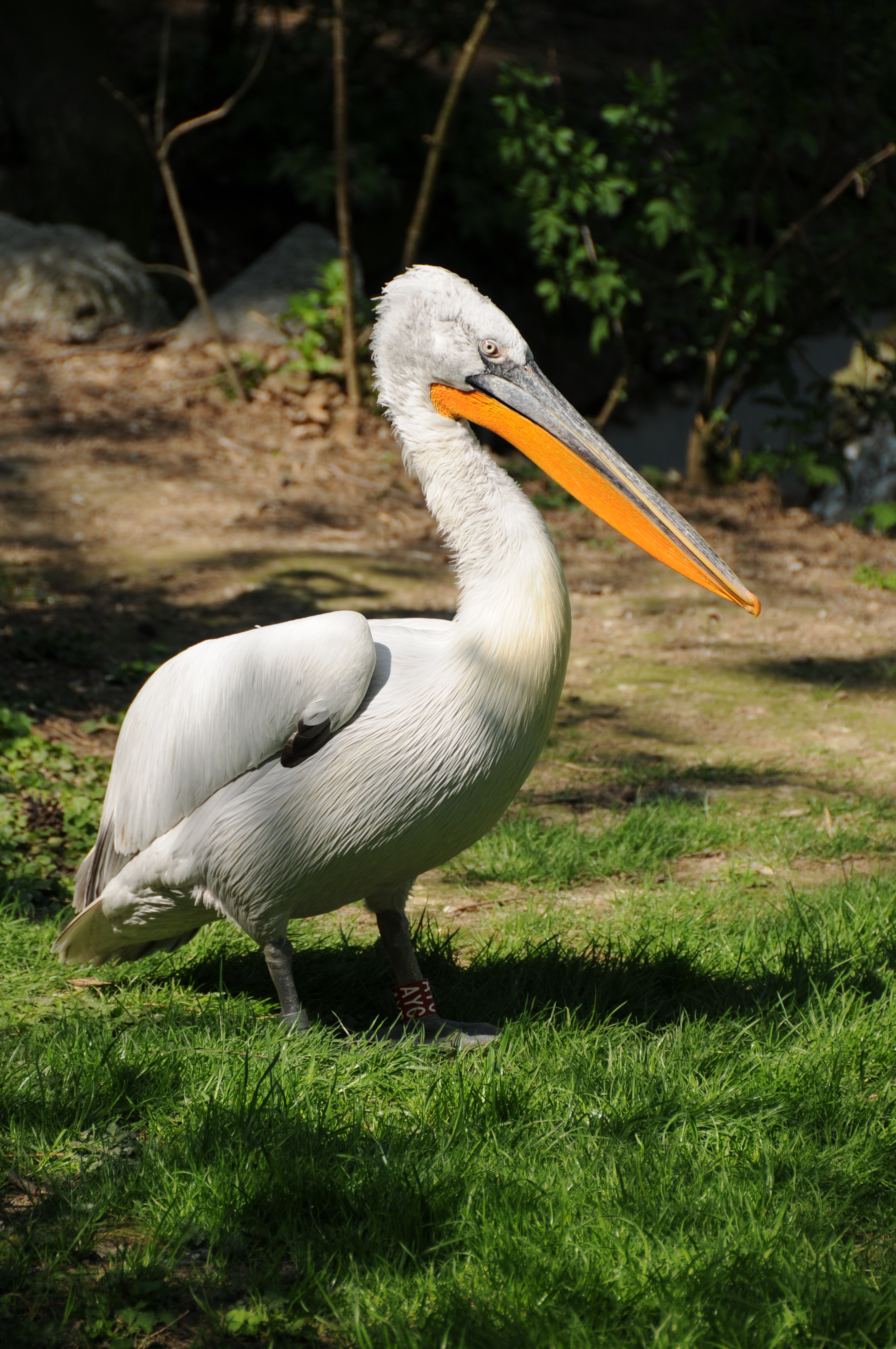
Pelícano ceñudo, un habitante típico de los sitios Ramsar de Mongolia

En Mongolia hay declarados 11 sitios Ramsar, considerados humedales de importancia internacional, que protegen una superficie de 14 395 km². Aunque el paisaje dominante en Mongolia es el desierto y la estepa, hay numerosos humedales que albergan importantes poblaciones de aves acuáticas. En 2005, el país tenía la única población conocida de pelícano ceñudo en el este de Asia, en el lago Airag, y significativas poblaciones nidificantes de los amenazadas ánsar cisnal, grulla cuelliblanca y gaviota relicta.
Nuur significa 'lago' en mongol.

## Sitios Ramsar

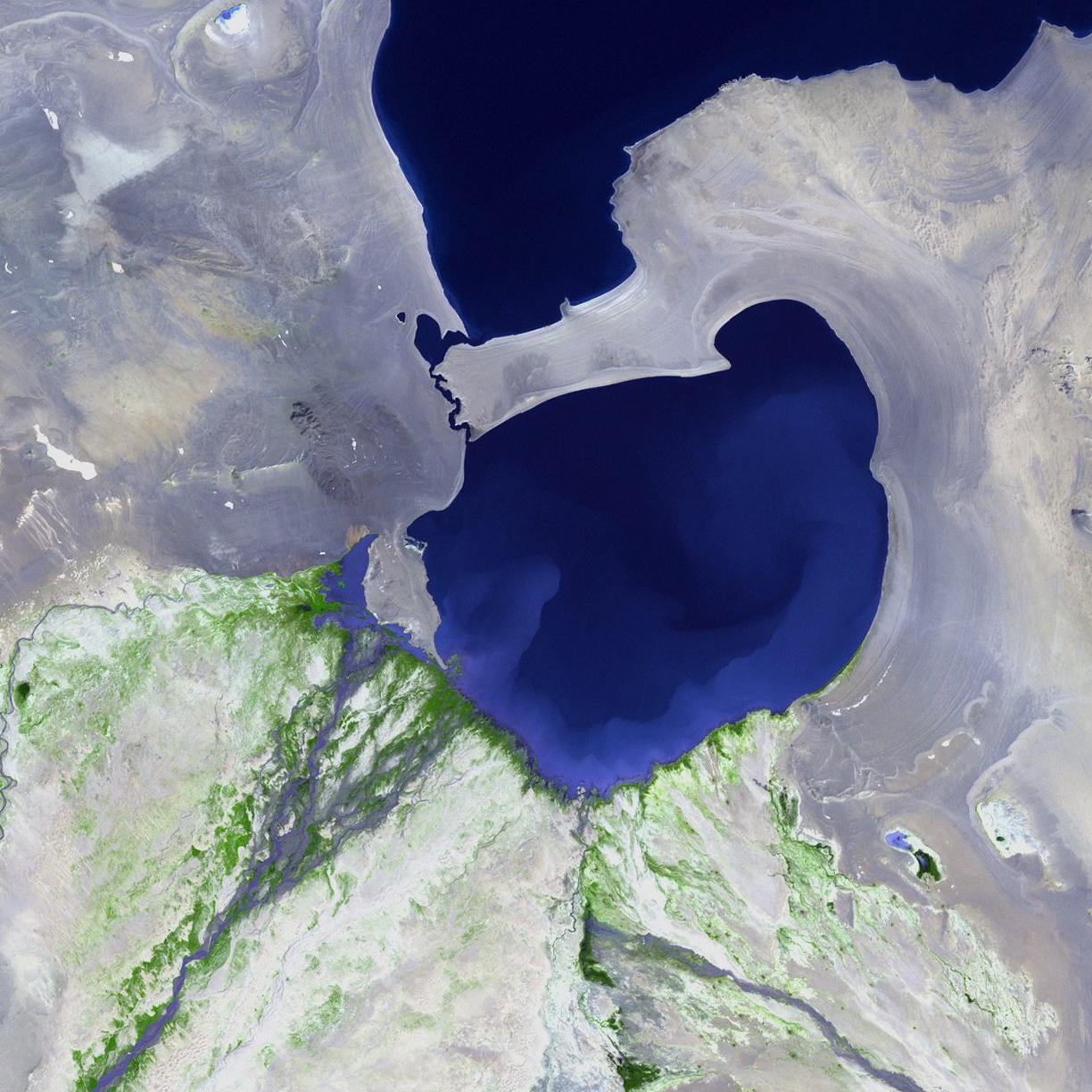
Lago Airag. Se ve el canal que fluye hacia el norte hasta el lago Jiargas.

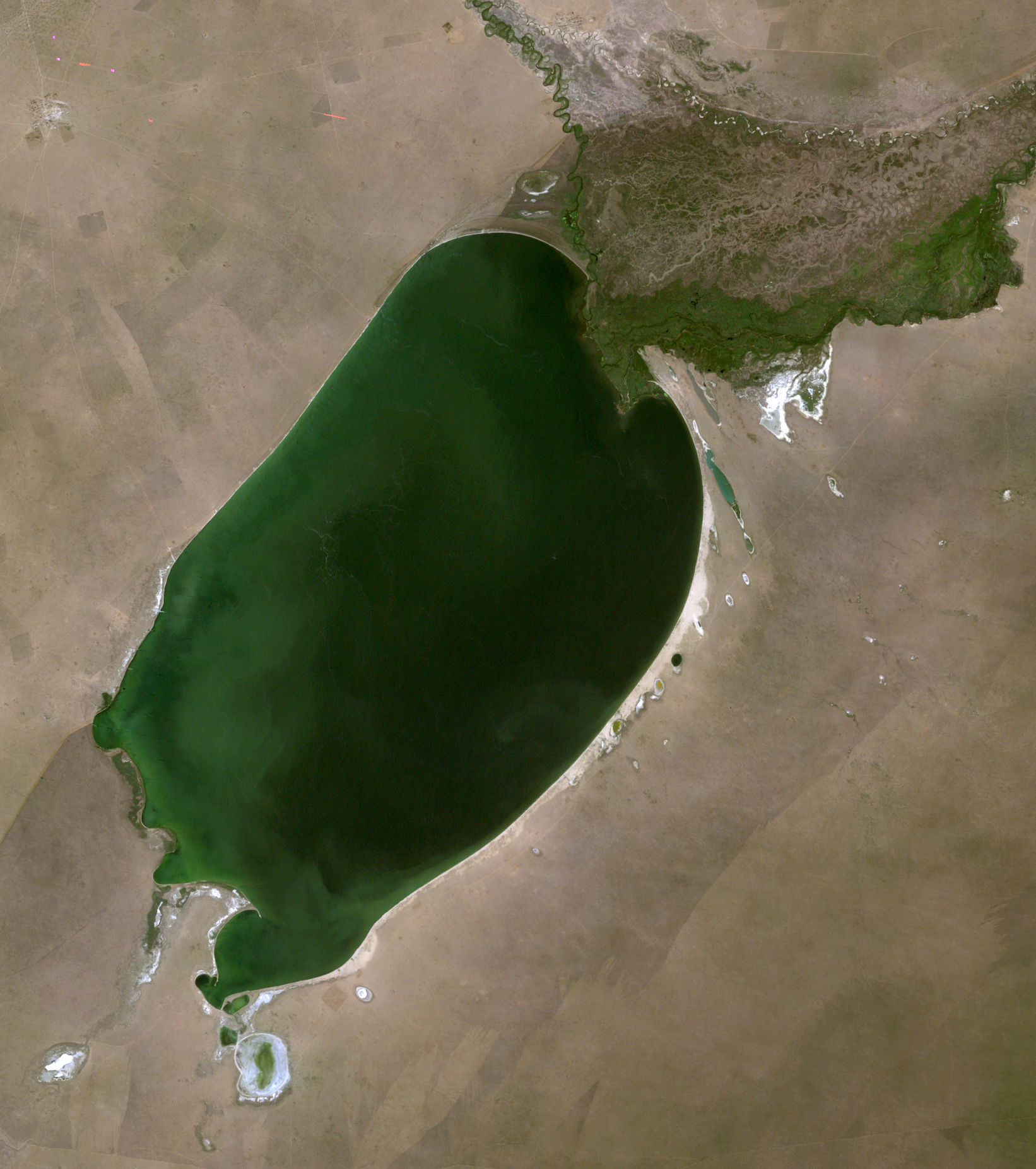
Lago Buir

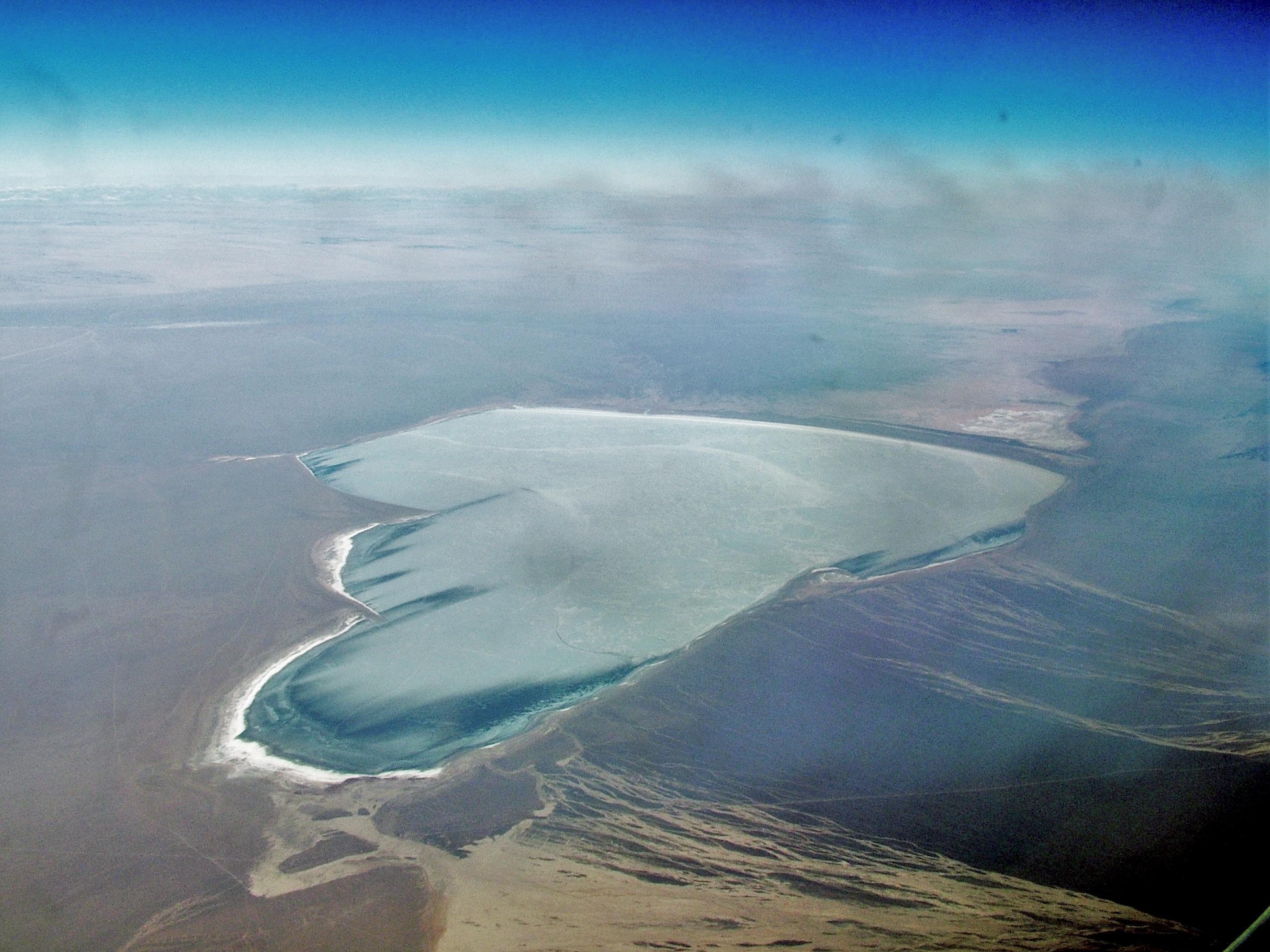
Lago Böön Tsagaan, en el valle de los lagos.

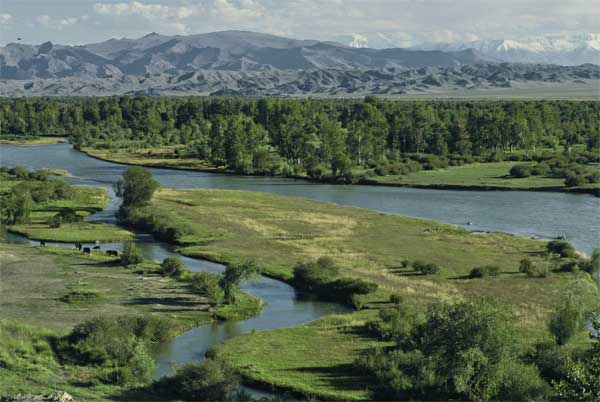
Río Khovd, que alimenta el lago Achit.

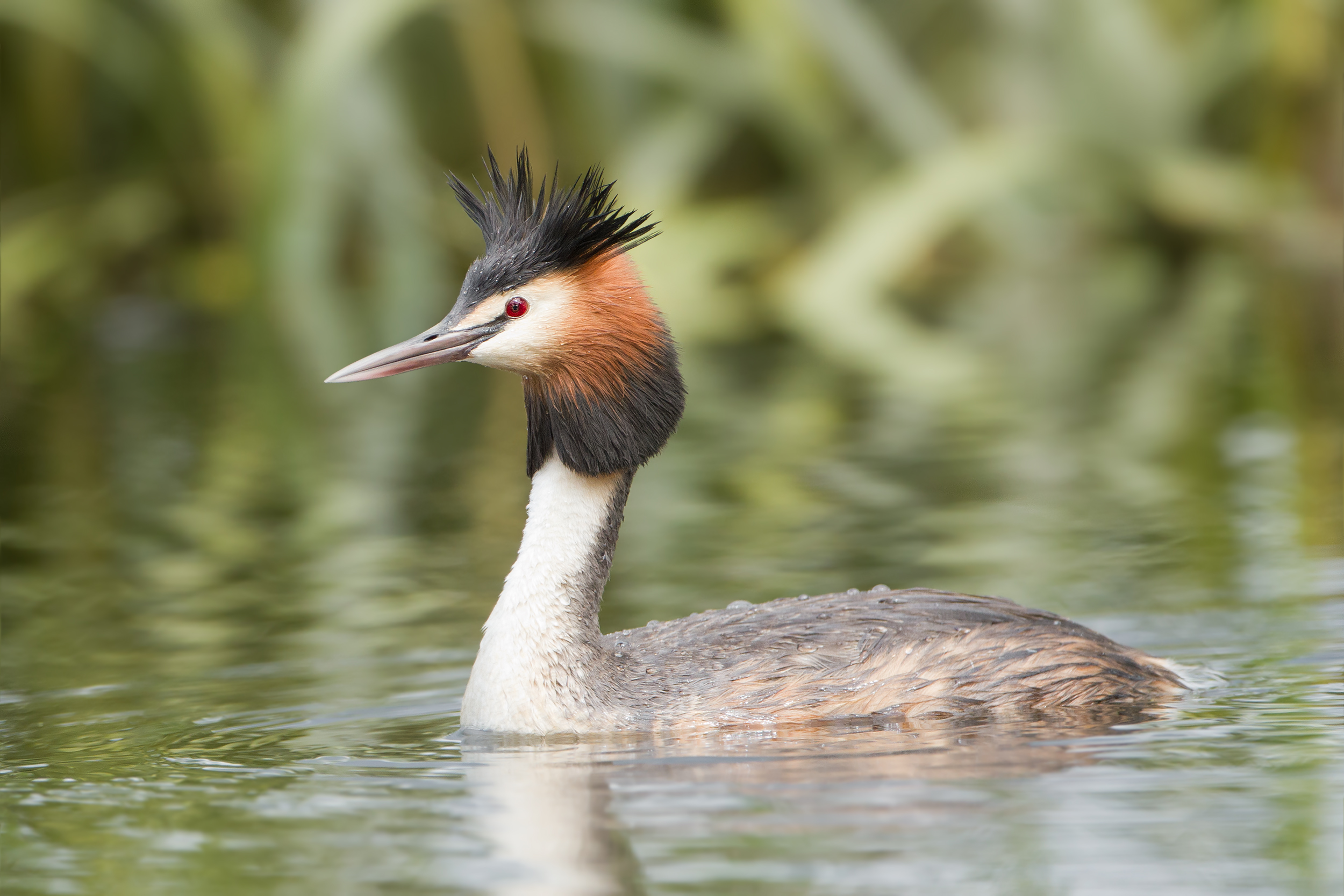
Somormujo lavanco

### Lago Airag
Lago Airag, 450 km², 48°52′N 93°25′E. Provincia de Hovd, en la depresión de los Grandes Lagos. Lago de agua dulce poco profundo, donde se puede ver el pelícano ceñudo anidando, así como el ánsar cisne y la gaviota relicta. La región en torno al lago se usa únicamente para la ganadería seminómada. El lago, de 143 km², 18 km de largo y 13 km de ancho, fluye por un canal de 200-300 m de ancho y 5 km de longitud hacia el norte, hasta el lago Jiargas, de 1400 km². Forma parte de un sistema de lagos interconectados que incluye también los lagos Jar-Us, Jar y Dörgön. Se cree que hace cinco mil años formaban parte de un gran lago que se ha ido desecando a medida que el clima cambiaba.

### Lago Achit
Achit Nuur y humedales adyacentes, 737 km², 49°40′N 90°34′E. Lagos poco profundos en la cuenca del río Khovd (Hovd o Jovd), en el oeste de Mongolia, en las provincias de Uvs y Bayan-Ölgiy. Es el mayor en la zona de los montes Altái. Achit Nuur tiene 298 km², 98 km de longitud y una profundidad media de 2,2 m. Se trata de una cuenca intermontana a 1435 m de altitud que incluye la reserva natural de Devel State, de 1030 ha, al sur. Los lagos están helados de noviembre a mayo. Entre las aves destacables que anidan aquí se encuentran el somormujo lavanco, la cigüeña negra y el tarro canelo. No hay asentamientos humanos en la zona, solo granjas de nómadas.

### Lago Ganga
Lago Ganga y humedales adyacentes, 32,8 km², 45°15′N 114°00′E. Provincia de Sühbaatar, en el estesudeste. Pequeño lago salobre de 220 ha y lagos asociados en un paisaje que combina humedales, estepa y dunas, en la franja entre el sur de las estepas y el desierto de Gobi. La zona es conocida como Dariganga, está salpicada de pequeños volcanes extintos que enriquecieron la tierra, de ahí que en tiempos fuera refugio de los aristócratas y de pastos para los caballos del emperador chino. La zona es refugio de aves acuáticas como la grulla cuelliblanca, el ánsar cisne, el somormujo lavanco, el tarro canelo, el cisne cantor y la avutarda común. El lago Ganga, a 1294 m de altitud, se encuentra en la vertiente meridional del monte Altan Ovoo (1354 m) monumento natural y uno de los 200 volcanes extintos de la estepa.

### Lago Buir
Lago Buir y humedales adyacentes, 1040 km², 47°48′N 117°40′E. En la provincia de Dornod. El mayor lago de agua dulce al este de  Mongolia. Pertenece a la cuenca del río Amur. Forma parte de un sistema lacustre junto con otros lagos asociados más pequeños, cuya parte nordeste es el sitio Ramsar, a lo largo de la frontera con China. este hábitat de transición entre las estepas de Dauria y Stipa se caracteriza por una flora y una fauna típicas de estepa árida. La zona protegida regula el cauce del río Jalja y el lago Buir, y protege los nacimientos de muchos rios pequeños, lagos, corrientes y manantiales. Es el principal lugar de pasto para la gacela de Mongolia o zeren, y lugar de paso opermanencia de unas 236 especies de aves. No hay asentamientos humanos, salvo una pequeña población de pescadores en la zona oriental. En la zona de este lago de 610|km²}}, con una profundidad media de 6,5 m y a una altitud de 583 m, de las más bajas de Mongolia, no caen más de 300 mm de lluvia anuales, las temperaturas medias en enero son de -23,8.oC y en julio de 20.oC. Las escasas lluvias se cocnentran entre junio y septiembre.

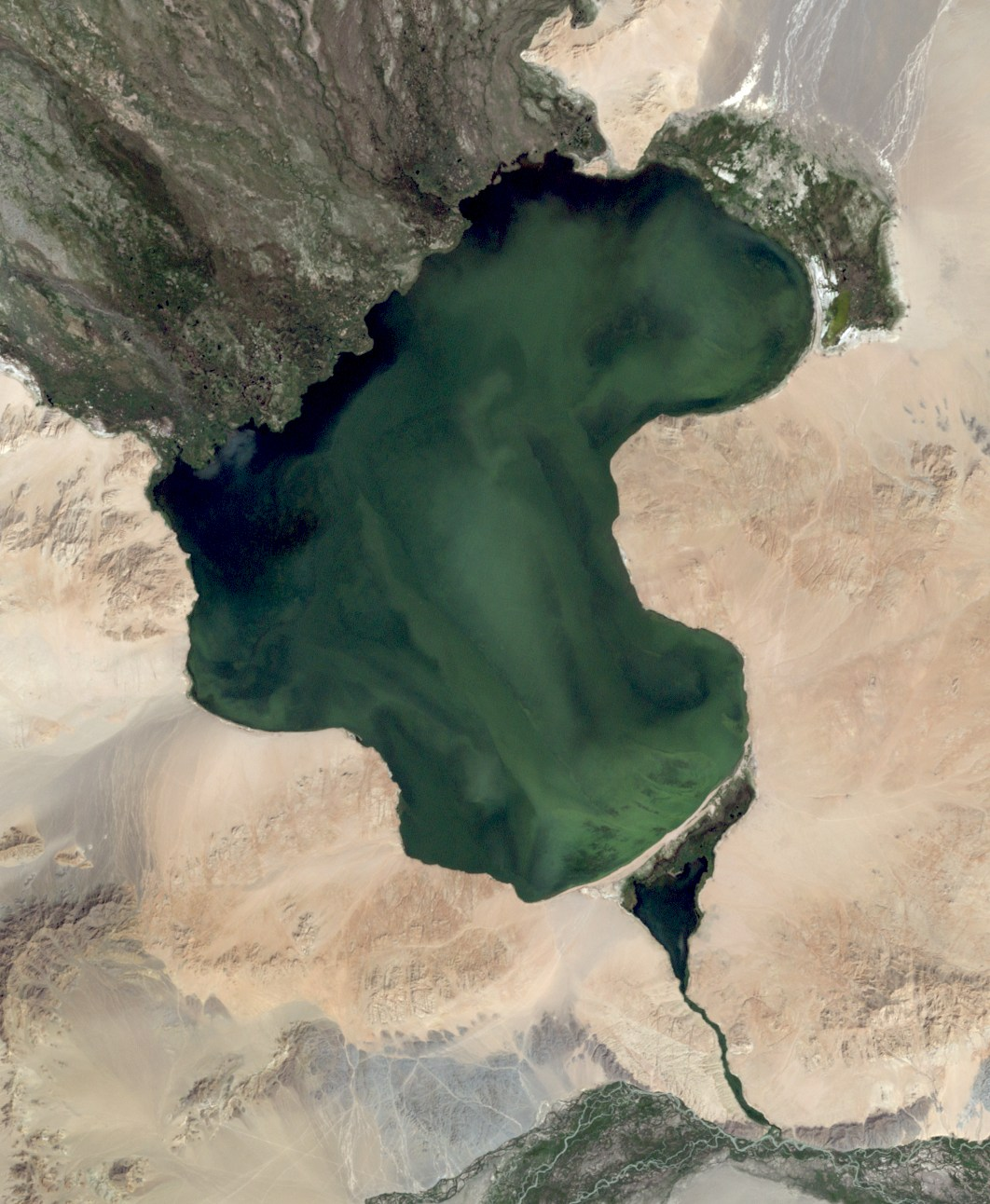
Lago Achit, sitio Ramsar.

### Lago Uvs
Lago Uvs y humedales adyacentes, 5850 km², 50°19′N 92°45′E. Es el mayor lago salino de Mongolia. a 759 m de altitud, con una pequeña parte en Rusia. Es asimismo el único humedal en un paisaje de estepa-desierto rodeado por altas montañas, con una extensión de 3350 km² (84 x 79 km) y una profundidad máxima de 240 m. Está helado de noviembre a mayo. Con carrizales y deltas de ríos proporciona zonas de nidificación y descanso a unas 215 especies de aves acuáticas migratorias como la malvasía cabeciblanca y el ánsar cisne. Entre los peces, Oreoleuciscus potanini, Oreoleuciscus pewzowi y Oreoleuciscus humilis. Solo viven aquí unas pocas familias nómadas.

### Mongol Daguur
Mongol Daguur o Dauria mongola, 2100 km², 49°42′N 115°06′E. En la provincia de Dornod, en el nordeste del país. Es reserva natural y área estrictamente protegida. Importante por las grullas. Se halla en una cuenca formada por actividad volcánica y tectónica que incluye grandes estepas, humedales pantanosos, ríos y lagos. Hay numerosas especies endémicas de plantas y unas 260 especies de aves que anidan aquí, incluidas seis especies de grullas, de las que dos están amenazadas, como la grulla cuelliblanca.

### Lagos en los valles de Khurkh y Khuiten
Lagos en el valle de los ríos Khurkh y Khuiten, 429 km², 48°18′N 110°34′E. Provincia de Hentiy, en el nordeste. Lagos permanentes en una zona de transición entre el bosque de Mongolia y la estepa en la cuenca de los ríos Khurkh y Khuiten, afluentes del río Onon, en la cuenca del río Amur. Es el hábitat de numerosas especies amenazadas del sur de la taiga, la estepa centroasiática y el bosque estepario de Daguur-Manjuria. Se usa para la cría de animales. Destacan las grullas de las especies grulla cuelliblanca, grulla común, grulla siberiana y grulla damisela, y también hay cigüeña negra, ánsar cisnal, águila imperial oriental, somormujo lavanco, etc.

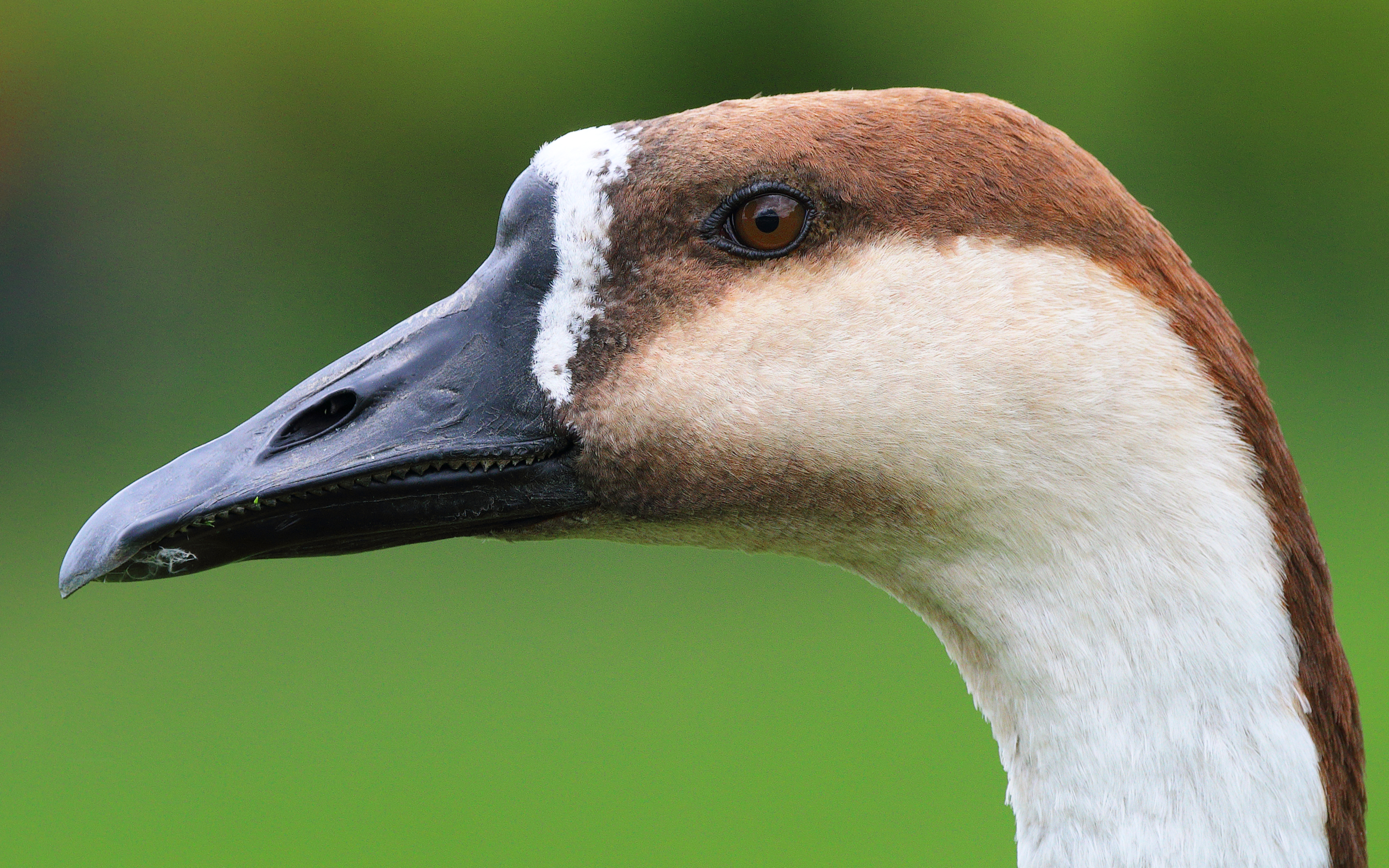
Ánsar cisne

### Parque nacional de Jar Us Nuur
Parque nacional de Jar Us Nuur, 3232 km², 47°58′N 92°49′E. Provincia de Hovd, en la depresión de los Grandes Lagos. Contiene tres grandes lagos poco profundos: Har Us Nuur, Har Nuur y Dorgon Nuur. Las vastos carrizales y las extensas plantas acuáticas proveen hábitat para gran número de aves acuáticas migratorias, entre ellas el ánsar cisnal, el porrón pardo, la malvasía cabeciblanca y la gaviota relicta. Hay tres especies endémicas de peces. Hay diversos restos arqueológicos y el lugar se usa para la ganadería seminómada.

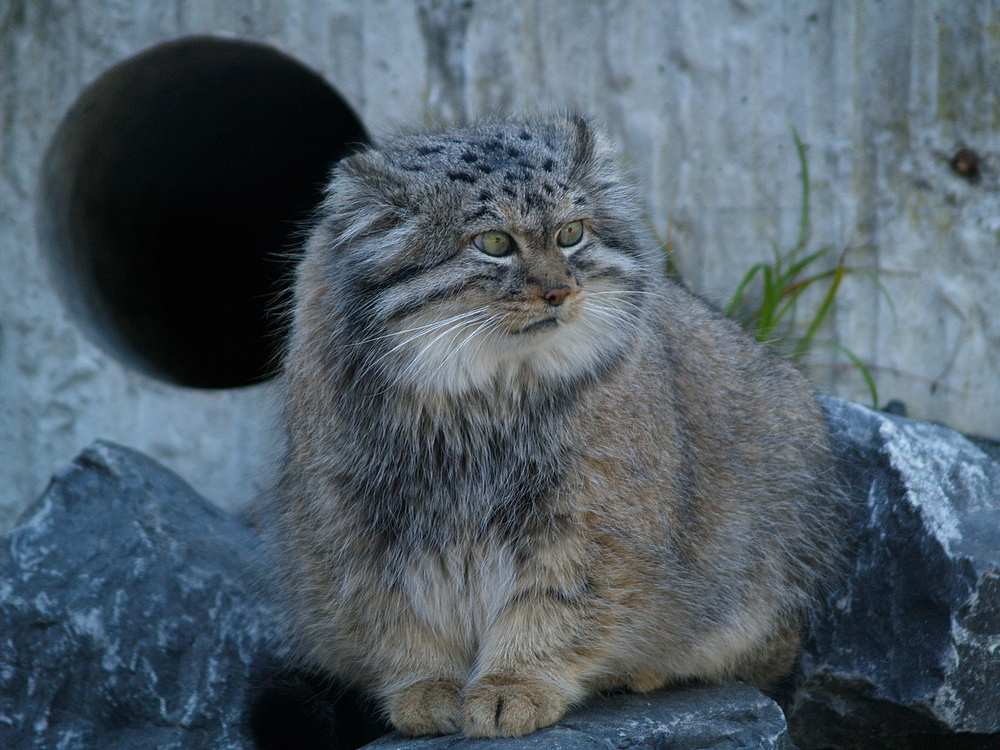
Manul o gato de Pallas, que habita el Valle de los lagos.

### Lago Terhiyn Tsagaan
Lago Terhiyn Tsagaan, 61 km², 48°10′N 99°43′E. En la provincia de Arjangai, en el centro de Mongolia. Lago de agua dulce pobre en nutrientes de origen volcánico, en el valle del río Suman, en las montañas Jangai centrales. La zona que rodea el lago está restringida a la pesca y la ganadería. Los extensos pantanos de la zona occidental son una importante zona de nidificación de aves acuáticas.

### Valle de los lagos
Valle de los lagos, 456 km², 45°18′N 100°07′E. Provincia de Bayanhongor. Comprende los lagos Boon Tsagaan (252|km²}}), Taatsiin Tsagaan (124|km²}}), Adgiin Tsagaan y Orog, en la provincia de Bayanhongor, entre el centro y el sur de Mongolia. Consiste en una cadena de cuatro lagos salinos a los pies del Gobi Altái, entre los 1100 y los 1235 m de altitud, y frente a las montañas Jangái. Área importante para las aves acuáticas migratorias. El lago Taatsiin tsaagan (blanco), al este de los demás, en la provincia de Övörhangay, suele estar seco y sólo se llena cuando las lluvias hacen correr el río Taatsiin. Aquí se encuentran el pelícano ceñudo, el pigargo de Pallas y la gaviota relicta. Entre los patos, el tarro blanco y el tarro canelo, así como la avoceta común. Entre los mamíferos, el manul o gato de Pallas, el lobo, el zorro Corsac y el zorro común.

### Lago Ogii
Lago Ogii, 25,1 km², 47°46′N 102°46′E. En la provincia de Arjangai, en el centro de Mongolia. Importante para las anátidas. Lago de agua dulce en el valle del río Orjón, que comprende extensas áreas aluviales de praderas, canales fluviales, lagunas y marjales rodeados por estepa herbácea. La profundidad máxima del lago es de 16 m, pero el 40% tiene menos de 3 m. Se practica la pesca y la ganadería. Abundan patos, gansos, cisnes, etc.

## Lista resumen
Mongolia, en mayo de 2020, contaba con solamente 11 sitios Ramsar con una superficie protegida de 1 439 530 hectáreas.
| n.º Ramsar | Puesto | Sitio Ramsar                             | Ubicación                      | Provincia                                                     | Fecha de adhesión      | Área (ha) | Coordenadas      |
| 0924       | MNG-01 | Mongol Daguur                            | -                              | Provincia de Dornod                                           | 8 de diciembre de 1997 | 210 000   | 49°42′N 115°06′E |
| 0953       | MNG-02 | Terhiyn Tsagaan Nuur                     | -                              | Provincia de Arjangai                                         | 23 de junio de 1998    | 6110      | 48°10′N 099°43′E |
| 0954       | MNG-03 | Valle de los Lagos                       | -                              | Provincia de Bayanhongor Provincia de Övörhangay              | 23 de junio de 1998    | 45 600    | 45°18′N 100°07′E |
| 0955       | MNG-04 | Ogii Nuur                                | -                              | Provincia de Övörhangay                                       | 23 de junio de 1998    | 2510      | 47°46′N 102°46′E |
| 0976       | MNG-05 | Parque nacional Har Us Nuur              | -                              | Provincia de Hovd                                             | 6 de abril de 1999     | 321 360   | 47°58′N 092°49′E |
| 0977       | MNG-06 | Ayrag Nuur                               | Depresión de los Grandes Lagos | Provincia de Uvs                                              | 6 de abril de 1999     | 45 000    | 48°52′N 093°25′E |
| 1376       | MNG-07 | Lago Achit y sus humedales circundantes  | Cuenca del Uvs Nuur            | Provincia de Bayan-Ölgiy Provincia de Uvs                     | 22 de marzo de 2004    | 73 730    | 49°40′N 090°34′E |
| 1377       | MNG-08 | Lago Buir y sus humedales circundantes   | -                              | Provincia de Dornod (compartido con Mongolia Interior, China) | 22 de marzo de 2004    | 104 000   | 47°48′N 117°40′E |
| 1378       | MNG-08 | Lago Ganga y sus humedales circundantes  | -                              | Provincia de Sühbaatar                                        | 22 de marzo de 2004    | 3280      | 45°15′N 114°00′E |
| 1379       | MNG-10 | Lago Uvs y sus humedales circundantes    | Cuenca del Uvs Nuur            | Provincia de Uvs (compartido con la república de Tuvá, Rusia) | 22 de marzo de 2004    | 585 000   | 50°19′N 092°45′E |
| 1380       | MNG-01 | Lagos en el valle del río Khurkh-Khuiten | -                              | Provincia de Hentiy                                           | 22 de marzo de 2004    | 42 940    | 48°18′N 110°34′E |